# Tanki Manang
Tanki Manang (Nepali टाङ्की) ist ein Village Development Committee (VDC) im Distrikt Manang in Nordzentral-Nepal.
Tanki Manang liegt im Westen des Distrikts Manang. 
Das Gebiet umfasst das Flusstal des Thorong Khola (Jharsang Khola), den linken Quellfluss des Marsyangdi und reicht im Westen bis zum Thorong La.
Die Ortschaften von Tanki Manang liegen am Annapurna-Rundweg.

## Einwohner
Bei der Volkszählung 2011 hatte Tanki Manang 377 Einwohner (davon 203 männlich) in 110 Haushalten.

## Dörfer und Weiler
Tanki Manang besteht aus mehreren Dörfern und Weilern:
- Ghusang (3680 m ⊙)
- Ghyanchang (4000 m)
- Ledar (4240 m ⊙)
- Tanki (3660 m ⊙)
- Thorong Phedi (5350 m ⊙)